# Svaz rakouských šlechticů
Svaz katolických šlechticů v Rakousku (německy Vereinigung katholischer Edelleute in Österreich) je někdejší sdružení příslušníků rakouské šlechty.

## Historie a činnost
Svaz byl založeno těsně před začátkem první světové války, avšak svou činnost započal až v roce 1922 – i přes vyhlášení Zákona o zrušení šlechty z roku 1919. Sdružení bylo zakázáno v roce 1938 po anšlusu Rakouska Nacistickým Německem.
Účelem byl, podle stanov, mj. péče o šlechtické smýšlení a podporu katolického vyznání. Dalším cílem bylo vytvoření soupisu osob - příslušníků rodů - které byly oprávněny k užívání šlechtického titulu až do zavedení rakouského zákona o zrušení šlechty, a v neposlední řadě podpora ekonomicky slabších členů.

## Nástupnické organizace
Různé pokusy o založení nástupnické organizace od roku 1945 ztroskotávaly z důvodu uplatnění protišlechtického zákona.

### Mezinárodní spolupráce
V roce 1987 Rakousko, jeden ze zakládajících členů, vystoupilo z mezinárodní sítě CILANE.